# Concha Andreu
Concha Andreu, właśc. Concepción Andreu Rodríguez (ur. 10 marca 1967 w m. Calahorra) – hiszpańska polityk i samorządowiec, działaczka Hiszpańskiej Socjalistycznej Partii Robotniczej (PSOE), w latach 2019–2023 prezydent wspólnoty autonomicznej La Rioja.

## Życiorys
Absolwentka nauk biologicznych na Uniwersytecie w Salamance. Uzyskała magisterium z zakresu winogrodnictwa i enologii na Universidad de Zaragoza. Działaczka Hiszpańskiej Socjalistycznej Partii Robotniczej. W 2011 po raz pierwszy wybrana na posłankę do regionalnego parlamentu, reelekcję uzyskiwała w 2015, 2019 i 2023.
Od 2015 byłą rzeczniczką frakcji poselskiej PSOE w La Rioja. W 2017 dołączyła do federalnych władz partii jako sekretarz do spraw obszarów wiejskich. W sierpniu 2019 powołana na prezydenta wspólnoty autonomicznej La Rioja. Funkcję tę pełniła do czerwca 2023. W tym samym roku wybrana na posłankę do Kongresu Deputowanych.